# Centro Deportivo de la Federación Serbia de Fútbol

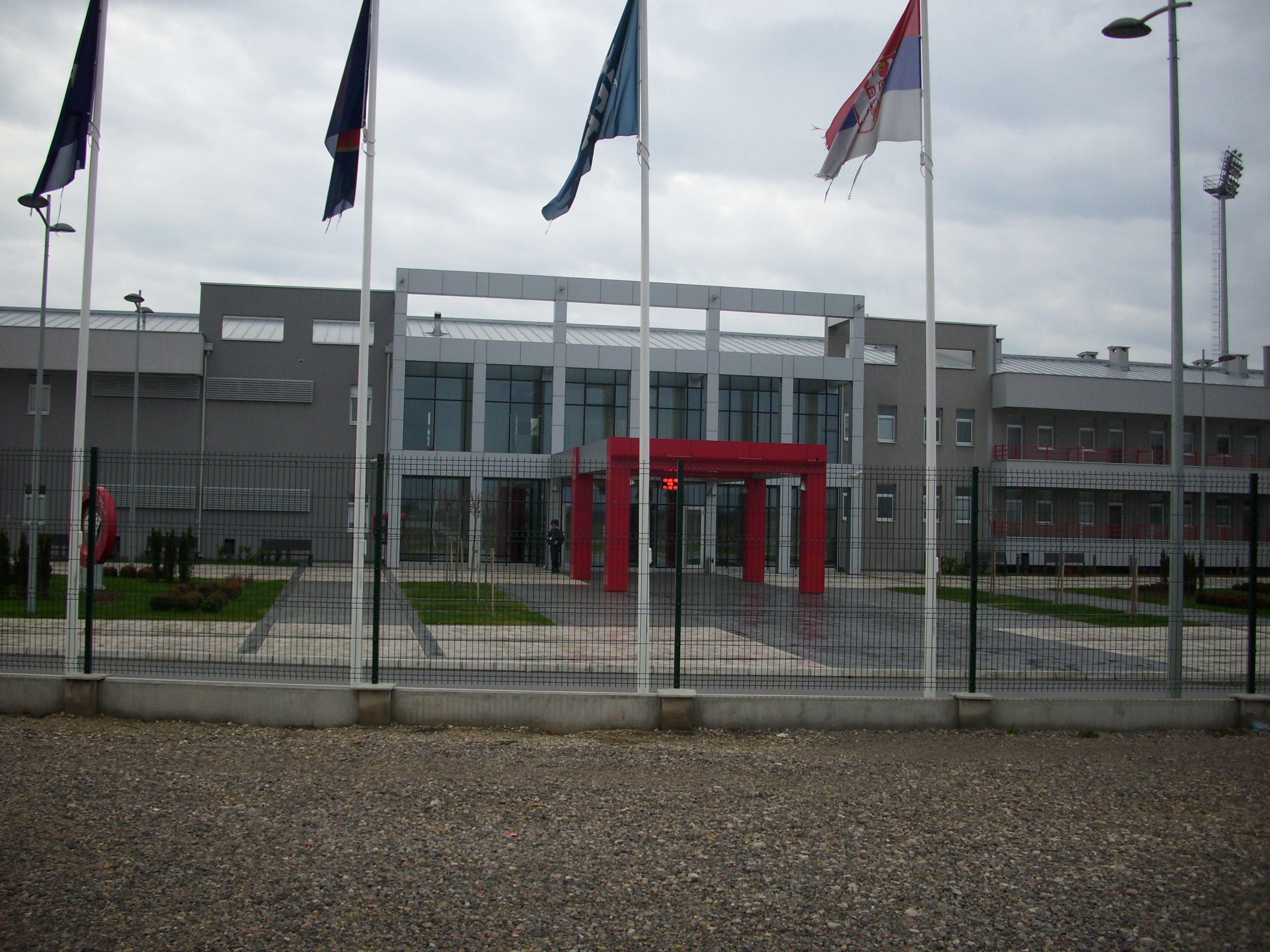
Centro deportivo de la Asociación Serbia de Fútbol en Stara Pazova.

La Casa del Fútbol ( en cirílico serbio : Кућа фудбала / Kuća fudbala ) es un complejo deportivo moderno de la Asociación de Fútbol de Serbia en Stara Pazova . El complejo fue inaugurado el 14 de mayo de 2011. El complejo en Stara Pazova fue construido con el apoyo del Ministerio de Juventud y Deportes de la República de Serbia, la Federación Mundial de Fútbol (FIFA) y la Federación Europea de Fútbol (UEFA). El autogobierno local del municipio de Stara Pazova también contribuyó a la realización de este gran proyecto de la Asociación de Fútbol de Serbia.
El precio total de la construcción fue de 15 millones de euros. El complejo tiene una superficie total de 11,5 hectáreas, de las cuales 10.000 m² son de espacio cerrado y 60.000 m² de terreno abierto. Además de campos de fútbol, el complejo cuenta con una pista de atletismo, un hotel, un restaurante y un gimnasio. 
A la inauguración del complejo asistieron el presidente de la FIFA, Sepp Blatter , el presidente de la UEFA, Michel Platini , el presidente de la FSS, Tomislav Karadžić, y los presidentes de las asociaciones de fútbol de Montenegro y Croacia, Dejan Savićević y Vlatko Marković.